# Рид, Уилли
Уилли Рид младший (англ. Willie Reed, Jr.; род. 16 мая 1990 года, Канзас-Сити, штат Миссури, США) — американский профессиональный баскетболист, играющий на позициях тяжёлого форварда и центрового.

## Профессиональная карьера
9 июля 2015 года Рид подписал однолетний контракт с «Бруклин Нетс» на пол миллиона долларов США. В предсезонной игре против «Бостон Селтикс» Рид получил травму, процесс восстановления продлился до декабря. 4 декабря Рид наконец-то дебютировал в НБА в матче против «Нью-Йорк Никс», в котором набрал 8 очков за 11 минут игрового времени. 22 января 2016 года он установил личный рекорд результативности, набрав 12 очков в матче против клуба «Юта Джаз». 6 апреля он покинул расположения клуба по личным обстоятельствам.

## Статистика

### Статистика в НБА
| Сезон                                                                                    | Команда | Регулярный сезон | Регулярный сезон | Регулярный сезон | Регулярный сезон | Регулярный сезон | Регулярный сезон | Регулярный сезон | Регулярный сезон | Регулярный сезон | Регулярный сезон | Регулярный сезон | Серия плей-офф | Серия плей-офф | Серия плей-офф | Серия плей-офф | Серия плей-офф | Серия плей-офф | Серия плей-офф | Серия плей-офф | Серия плей-офф | Серия плей-офф | Серия плей-офф |
| Сезон                                                                                    | Команда | GP               | GS               | MPG              | FG%              | 3P%              | FT%              | RPG              | APG              | SPG              | BPG              | PPG              | GP             | GS             | MPG            | FG%            | 3P%            | FT%            | RPG            | APG            | SPG            | BPG            | PPG            |
| ---------------------------------------------------------------------------------------- | ------- | ---------------- | ---------------- | ---------------- | ---------------- | ---------------- | ---------------- | ---------------- | ---------------- | ---------------- | ---------------- | ---------------- | -------------- | -------------- | -------------- | -------------- | -------------- | -------------- | -------------- | -------------- | -------------- | -------------- | -------------- |
| 2015/16                                                                                  | Бруклин | 39               | 2                | 10,9             | 57,1             | 0,0              | 54,5             | 3,1              | 0,3              | 0,2              | 0,8              | 4,7              | Не участвовал  | Не участвовал  | Не участвовал  | Не участвовал  | Не участвовал  | Не участвовал  | Не участвовал  | Не участвовал  | Не участвовал  | Не участвовал  | Не участвовал  |
|                                                                                          | Всего   | 39               | 2                | 10,9             | 57,1             | 0,0              | 54,5             | 3,1              | 0,3              | 0,2              | 0,8              | 4,7              | Не участвовал  | Не участвовал  | Не участвовал  | Не участвовал  | Не участвовал  | Не участвовал  | Не участвовал  | Не участвовал  | Не участвовал  | Не участвовал  | Не участвовал  |
| Наведите курсор мыши на аббревиатуры в заголовке таблицы, чтобы прочесть их расшифровку. |         |                  |                  |                  |                  |                  |                  |                  |                  |                  |                  |                  |                |                |                |                |                |                |                |                |                |                |                |

### Статистика в Д-Лиге
| Сезон                                                                                    | Команда      | Регулярный сезон | Регулярный сезон | Регулярный сезон | Регулярный сезон | Регулярный сезон | Регулярный сезон | Регулярный сезон | Регулярный сезон | Регулярный сезон | Регулярный сезон | Регулярный сезон | Серия плей-офф | Серия плей-офф | Серия плей-офф | Серия плей-офф | Серия плей-офф | Серия плей-офф | Серия плей-офф | Серия плей-офф | Серия плей-офф | Серия плей-офф | Серия плей-офф |
| Сезон                                                                                    | Команда      | GP               | GS               | MPG              | FG%              | 3P%              | FT%              | RPG              | APG              | SPG              | BPG              | PPG              | GP             | GS             | MPG            | FG%            | 3P%            | FT%            | RPG            | APG            | SPG            | BPG            | PPG            |
| ---------------------------------------------------------------------------------------- | ------------ | ---------------- | ---------------- | ---------------- | ---------------- | ---------------- | ---------------- | ---------------- | ---------------- | ---------------- | ---------------- | ---------------- | -------------- | -------------- | -------------- | -------------- | -------------- | -------------- | -------------- | -------------- | -------------- | -------------- | -------------- |
| 2012/13                                                                                  | Спрингфилд   | 48               | 30               | 29,3             | 55,7             | 0,0              | 50,5             | 7,8              | 0,7              | 0,5              | 1,8              | 14,8             | Не участвовал  | Не участвовал  | Не участвовал  | Не участвовал  | Не участвовал  | Не участвовал  | Не участвовал  | Не участвовал  | Не участвовал  | Не участвовал  | Не участвовал  |
| 2013/14                                                                                  | Спрингфилд   | 44               | 33               | 31,8             | 59,0             | 0,0              | 61,2             | 10,1             | 0,9              | 0,5              | 1,6              | 14,8             | Не участвовал  | Не участвовал  | Не участвовал  | Не участвовал  | Не участвовал  | Не участвовал  | Не участвовал  | Не участвовал  | Не участвовал  | Не участвовал  | Не участвовал  |
| 2013/14                                                                                  | Рино         | 5                | 0                | 24,9             | 64,9             | 0,0              | 80,0             | 7,6              | 1,2              | 0,4              | 2,4              | 13,6             | 2              | 2              | 24,8           | 64,3           | 0,0            | 50,0           | 8,5            | 0,0            | 0,0            | 2,0            | 9,5            |
| 2014/15                                                                                  | Гранд-Рапидс | 31               | 22               | 31,4             | 61,7             | 0,0              | 55,8             | 12,1             | 1,0              | 0,7              | 2,0              | 14,6             | Не участвовал  | Не участвовал  | Не участвовал  | Не участвовал  | Не участвовал  | Не участвовал  | Не участвовал  | Не участвовал  | Не участвовал  | Не участвовал  | Не участвовал  |
| 2014/15                                                                                  | Айова        | 17               | 17               | 38,1             | 58,5             | 0,0              | 58,2             | 12,1             | 1,4              | 0,8              | 1,6              | 19,8             | Не участвовал  | Не участвовал  | Не участвовал  | Не участвовал  | Не участвовал  | Не участвовал  | Не участвовал  | Не участвовал  | Не участвовал  | Не участвовал  | Не участвовал  |
|                                                                                          | Всего        | 145              | 102              | 31,4             | 58,5             | 0,0              | 56,9             | 9,9              | 0,9              | 0,6              | 1,8              | 15,3             | 2              | 2              | 24,8           | 64,3           | 0,0            | 50,0           | 8,5            | 0,0            | 0,0            | 2,0            | 9,5            |
| Наведите курсор мыши на аббревиатуры в заголовке таблицы, чтобы прочесть их расшифровку. |              |                  |                  |                  |                  |                  |                  |                  |                  |                  |                  |                  |                |                |                |                |                |                |                |                |                |                |                |

### Статистика в колледже
| Сезон                                                                                   | Команда   | GP | GS | MPG  | FG%  | 3P% | FT%  | RPG | APG | SPG | BPG | PPG  |  |
| --------------------------------------------------------------------------------------- | --------- | -- | -- | ---- | ---- | --- | ---- | --- | --- | --- | --- | ---- |  |
| 2008/09                                                                                 | Сент-Луис | 32 | 22 | 21,6 | 55,1 | 0,0 | 54,6 | 4,6 | 0,2 | 0,2 | 1,3 | 7,7  |  |
| 2009/10                                                                                 | Сент-Луис | 35 | 32 | 27,5 | 58,7 | 0,0 | 47,7 | 7,9 | 0,8 | 0,7 | 2,1 | 12,4 |  |
|                                                                                         | Всего     | 67 | 54 | 24,7 | 57,4 | 0,0 | 50,2 | 6,3 | 0,5 | 0,5 | 1,7 | 10,2 |  |
| Наведите курсор мыши на аббревиатуры в заголовке таблицы, чтобы прочесть их расшифровку |           |    |    |      |      |     |      |     |     |     |     |      |  |